# Шветцингенский дворец

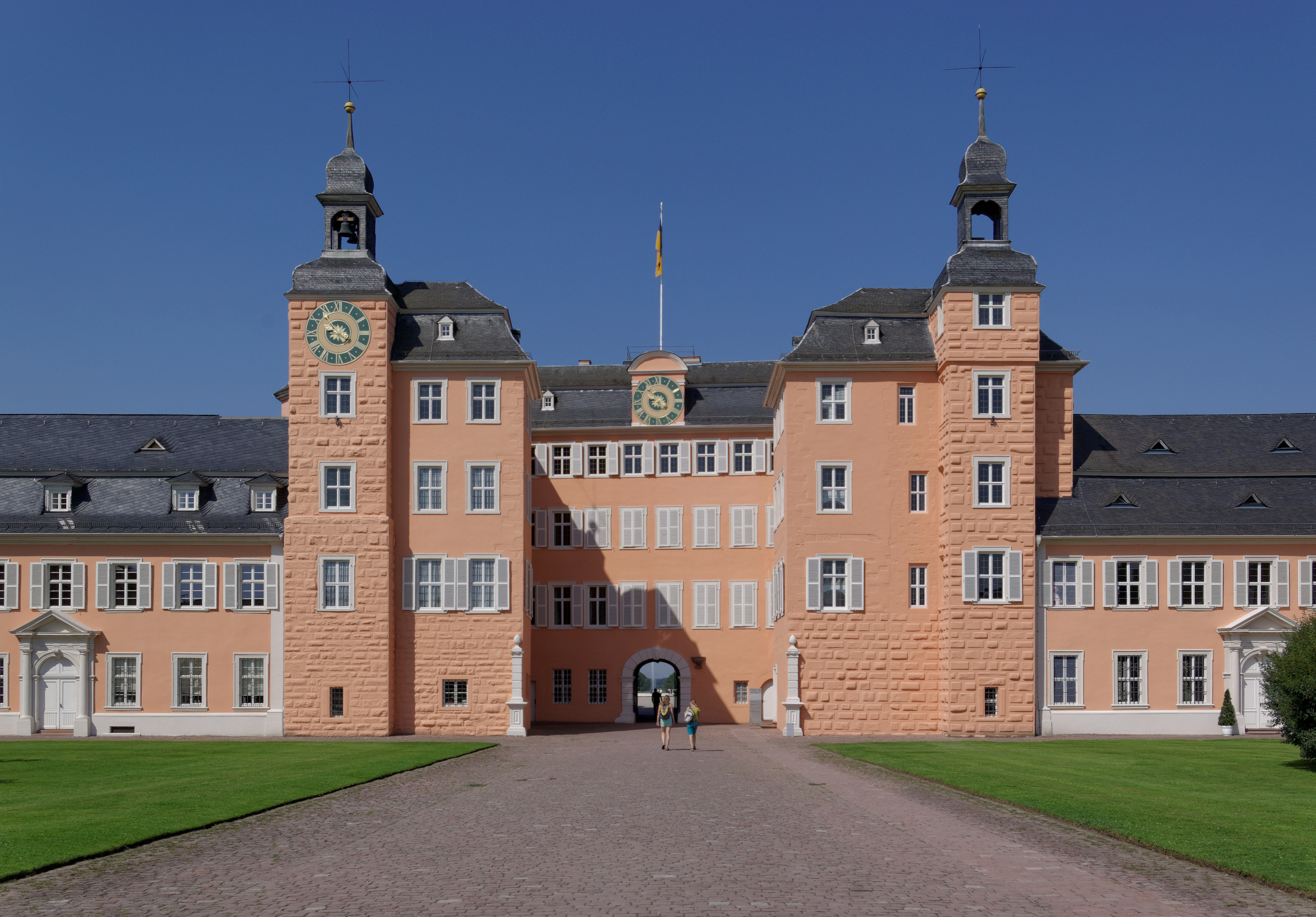
Главный вход Шветцингенского дворца

Шветцингенский дворец (нем. Schloss Schwetzingen) — дворец в Баден-Вюртемберге, барочная резиденция правителей Курпфальца.

## История
Шветцингенский замок как мощная крепость впервые письменно упоминается в 1350 году. В 1427 году замок перешёл во владение курфюрстов Пфальца. Крепость впоследствии неоднократно перестраивалась, служила охотничьим замком и в конце Тридцатилетней войны превратилась в руины.
По окончании войны курфюрст Карл I Людвиг вновь отстроил Шветцинген для своей любовницы Луизы фон Дегенфельд, оставшиеся же лишними каменные, деревянные и железные останки передал жителям Шветцингена для их личных строительных нужд. Однако в ходе Войны за пфальцское наследство и этот замок был разрушен, от него уцелели лишь крепостные стены, и то частично.
Нынешний вид Шветцингенский дворец принял после начала нового этапа строительных работ в 1697 году. Их заказчиком выступил курфюрст Иоганн Вильгельм, проживавший в Дюссельдорфе. Проект реконструкции подготовил И. А. Бройниг. В 1752 году началась разбивка дворцового парка на площади в 70 гектаров. В том же году открылся дворцовый театр.
Курфюрст Карл IV Теодор переоборудовал дворец под свою летнюю резиденцию и перебирался туда из Мангеймского дворца со всем двором. В 1778 году резиденция пфальцских курфюрстов была перенесена из Мангейма в Мюнхен, и Шветцингенский дворец потерял своё значение. Тем не менее, работы над расширением парка и украшением зданий продолжались и в XIX веке. Над разбивкой парка работали такие мастера, как садовый архитектор из Лотарингии Никола де Пигаж, придворный садовник И. Л. Петри, распланировавший регулярный парк, второй придворный садовник И. В. Шкель и др.

## Дворец
Шветцингенский дворец находится на пути из Гейдельберга в Шветцинген. По обеим сторонам от дворцовых ворот расположены две сторожки, в которых ныне находятся магазин сувениров и кафе. В просторном дворе расположились хозяйственные постройки. Жилые помещения дворца находятся в его западной части и в центре здания. В 1975—1991 годах в Шветцингенском дворце проводились реставрационные работы, вернувшие интерьерам дворца облик XVIII столетия. Бельэтаж представляет собой дворцовый музей, где можно обозревать гостевые помещения, личные покои курфюрста и его супруги времён Карла Теодора. Особенный интерес представляют помещения третьего этажа, относящиеся к баденской эпохе (с 1803 года), принадлежавшие морганатической супруге Карла Фридриха Баденского рейхсграфине Луизе Каролине фон Гохберг, украшенные ручной работы обоями 1804 года фирмы «Цубер».
Придворный театр был возведён в классическом стиле и открылся 15 июля 1753 года оперой Игнаца Хольцбауэра «Сын лесов» (Il figlio delle selve). После переезда курфюрста Карла Теодора в Мюнхен концерты и спектакли здесь устраивали редко, здание постепенно разрушалось. В результате реставрационных работ 1936—1937 и 2002—2003 годов театр был полностью восстановлен.

## Парк

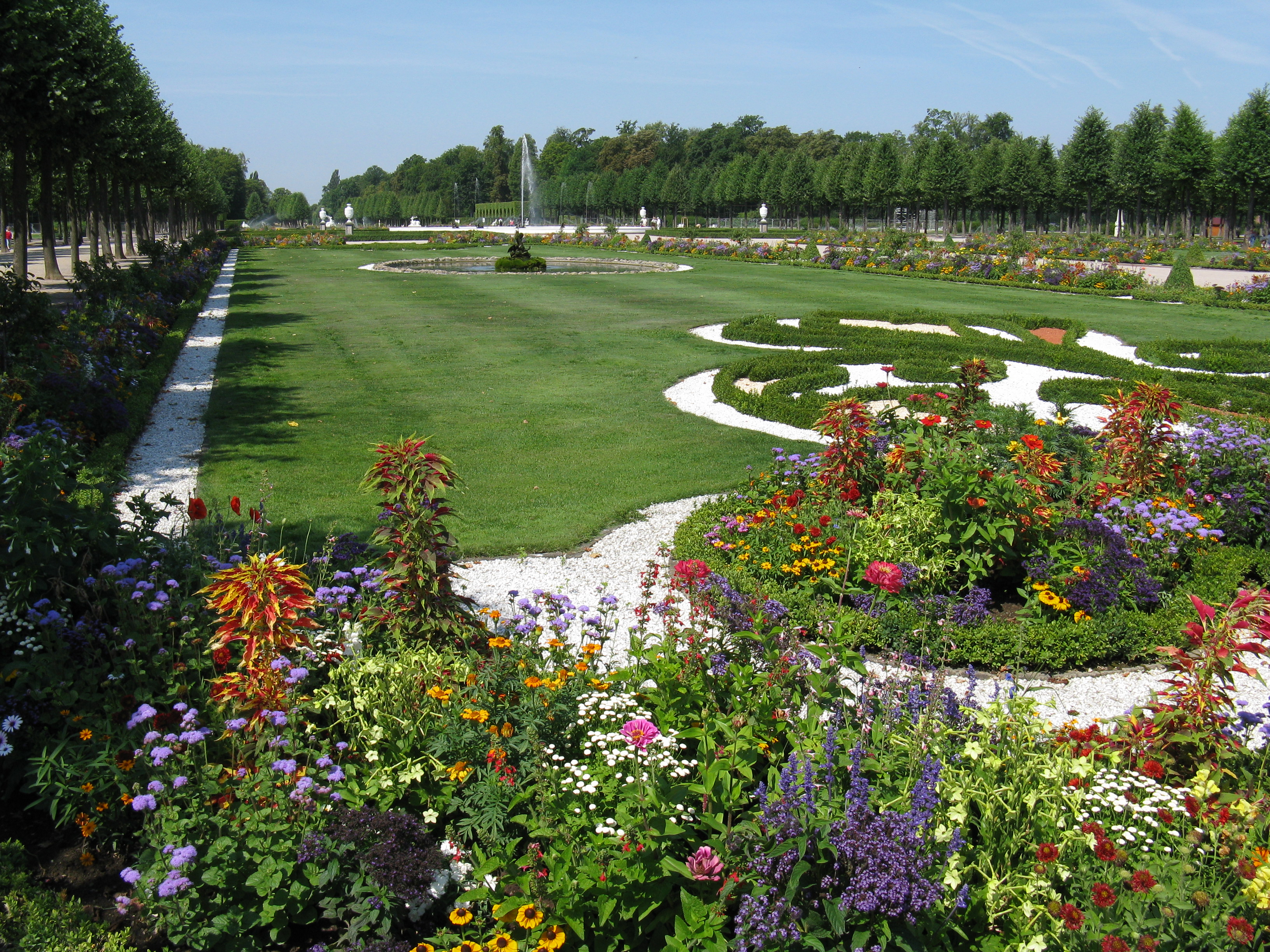
Партер

Шветцингенский дворцовый парк разделён на французский парк в стиле барокко и английский парк. С культурно-исторической точки зрения парк состоит из «Парка аллегорий (Garten der Allegorien)» со статуями различных аллегорических персонажей, и «Парка Рассудительности (Garten der Vernunft)», где находятся храм Минервы, Мечеть, храм Меркурия, храм Аполлона, храм Лесной Ботаники, римский Водяной замок, Арборетум (с собранием редких пород дерева). Эти парковые сооружения по представлениям эпохи Просвещения помогали человеку позитивно и творчески мыслить. Во времена курфюрстов вся парковая зона за исключением купален была открыта для посетителей бесплатно. Рядом с парком по указанию великого герцога Баденского Людвига I в 1823 году был устроен пруд.

## Известные посетители
Шветцингенский дворец дважды, в 1753 и 1758 годах, посещал Вольтер, он провёл здесь в 1753 году две недели. 18 июля 1763 года здесь вместе с отцом и сестрой выступал на придворном концерте Вольфганг Амадей Моцарт. В 1774 году во дворце у курфюрста гостил композитор Кристоф Виллибальд Глюк. Пребывание в Шветцингенском дворце вдохновило Фридриха Шиллера на создание первого акта драмы «Дон Карлос». В 1781 году под именем графа фон Фалькенштейна в Шветцингенском дворце побывал император Священной Римской империи Иосиф II.

## Современность
В настоящее время Шветцингенский дворец находится в собственности земли Баден-Вюртемберг. За посещение парка установлена плата, во дворце и театре проводятся экскурсии. Ежегодно в мае-июне на территории Шветцингенского дворца проводятся культурные Шветцингенские фестивали.
В 2007 году дворец Шветцингена и его парковое хозяйство были включены немецким правительством в число претендентов в список Всемирного наследия ЮНЕСКО. В 2010 году заявка эта была вновь подтверждена.